# Erlach (Schwäbisch Hall)
Erlach ist ein Weiler im Stadtteil Gelbingen von Schwäbisch Hall im nordöstlichen Baden-Württemberg.

## Geographie
Erlach steht etwa dreieinhalb Kilometer nördlich der Stadtmitte von Schwäbisch Hall und etwas mehr als einen Kilometer nördlich der Dorfmitte von Gelbingen auf etwa 390 m ü. NN rechts über dem mehr als 130 Meter tief eingeschnittenen Tal des Kochers auf der Haller Ebene. Die Häuser des landwirtschaftlich gebliebenen kleinen Ortes mit weniger als zwei Dutzend Hausnummern umsäumt ein Weichbild aus Obstgärten und Wiesen, an der Nordseite ist das geschlossene Ortsbild in jüngerer Zeit durch zwei vorgelagerte Großställe und ihre Nebenbauten aufgebrochen. Ringsum liegen Äcker. Das Gelände fällt nach Westen hin erst sanft, dann sehr steil zum Einschnitt des Kochertals ab, am westlichen Ortsrand beginnt in einer kleinen Wiesenmulde ein sommers austrocknender Graben. Nach dieser Seite gibt es deshalb keine Verkehrsverbindung, noch nach Norden, weil auch in dieser Richtung Erlach nicht weit von der oberen Hangkante des Kochertals nach dessen Ostknick bei Untermünkheim entfernt ist. Zu den auf der Ebene stehenden Nachbarorten Eltershofen im Osten  und Breitenstein im Süden führt jeweils eine etwa einen Kilometer lange Straße.
Die Spornlage des Ortes auf der waldarmen Ebene geben dem Ort viel Sonne und Wind und erlauben weiten Ausblick übers Tal vor allem zu den südlichen Waldenburger Bergen.
Erlach wird an Wochentagen zehnmal und an Samstagen dreimal von der Buslinie 6 des Kreisverkehrs Schwäbisch Hall angefahren, sonntags ruht der Verkehr ganz.

## Geschichte
Die älteste überlieferte Erwähnung des Ortes stammt aus dem Jahr 1248; die Bezeichnung Erlach bedeutet Erlengehölz. Die Rechte an dem Ort gingen im Jahr 1370 aus den Händen derer von Sturmfeder an Limpurg über. Auch Hall hatte gegen Ende des 14. Jahrhunderts Besitz in Erlach und kaufte den Ort im 16. Jahrhundert komplett auf. Neben Limpurg waren das Kloster Comburg und das Geschlecht derer von Stetten an diesen Transaktionen beteiligt. Die Erlacher Pfarrei wurde zur Mutterpfarrei von Gelbingen, Eltershofen und Untermünkheim. In der Reformationszeit wurde Erlach evangelisch.

## Sehenswürdigkeiten
In Erlach befindet sich die Heiligkreuzkirche, eine ehemalige Wehrkirche.